# Nierswalde

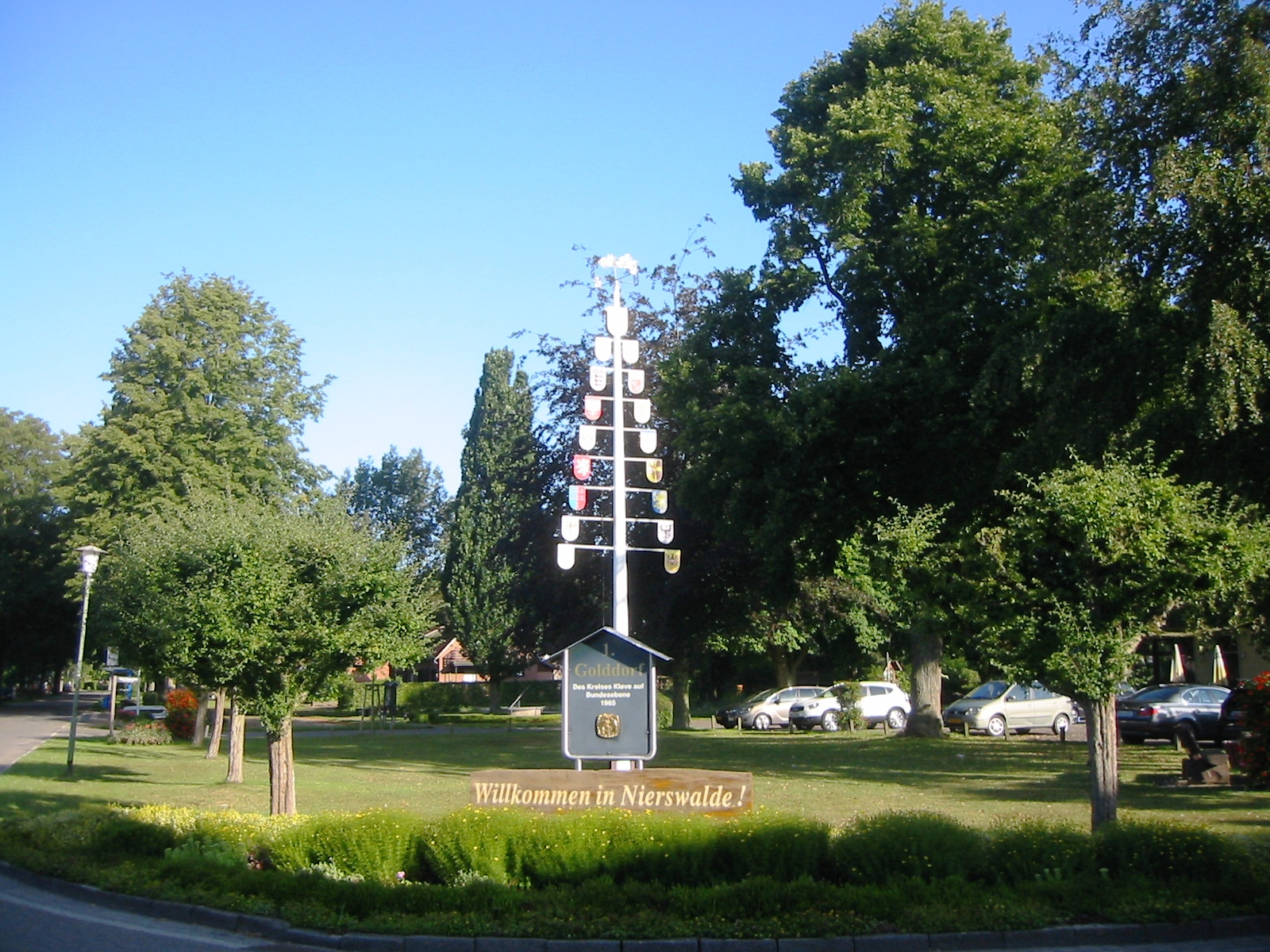
Dorfplatz von Nierswalde

Nierswalde ist ein Ortsteil der Stadt Goch im Kreis Kleve, Nordrhein-Westfalen.

## Geschichte
Nierswalde wurde nach dem Zweiten Weltkrieg gemeinsam mit Reichswalde (heute Stadt Kleve) als Rodungssiedlung im Reichswald angelegt, um unter anderem Heimatvertriebenen aus den ehemaligen Ostgebieten einen Siedlungsplatz zuweisen zu können. Den Namen „Nierswalde“ erhielt die 1948 angelegte Siedlung 1952. Da in Nierswalde hauptsächlich Protestanten angesiedelt worden waren, wurde hier 1956 eine evangelische Kirche errichtet, während Reichswalde vorwiegend katholisch geprägt ist. Von 1969 bis 1972 wurde eine neuapostolische Kirche errichtet.
Im nahegelegenen Reichswald und im Umfeld des heutigen Ortes Nierswalde, fand im Februar 1945 des Zweiten Weltkrieges die sogenannte Schlacht im Reichswald statt. Nach dieser Schlacht konnten die Alliierten anschließend bei Wesel einen Brückenkopf über den Rhein schlagen und somit das Ruhrgebiet einnehmen.
Am 1. Juli 1969 wurde Nierswalde nach Goch eingemeindet.

## Kultur

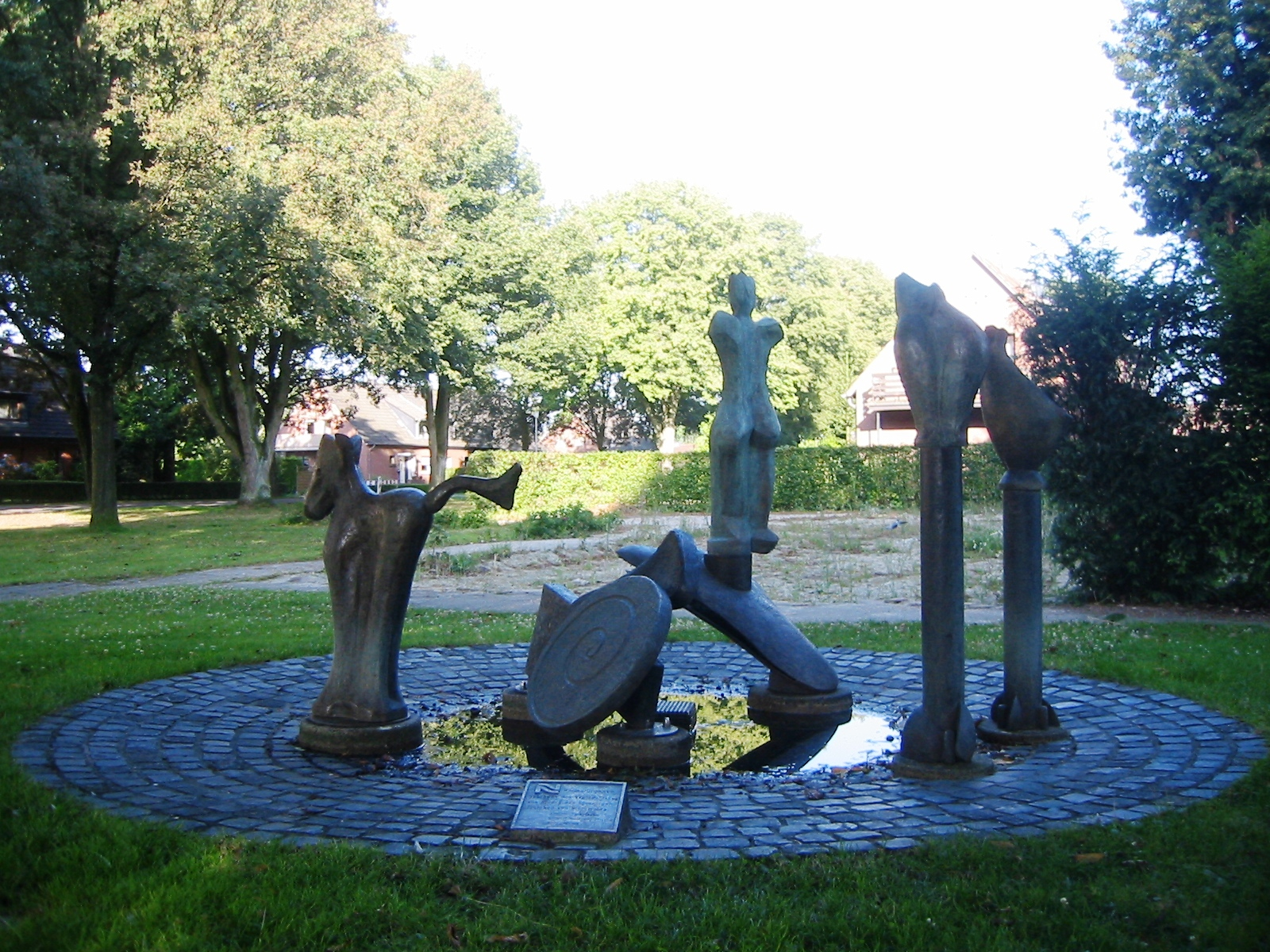
Heimatbrunnen am Dorfplatz

Das Dorf verfügt über folgende Vereine:
- Freiwillige Feuerwehr Nierswalde
- Frauenfrühstück der e. K. Nierswalde
- Heimatverein e.V. Nierswalde
- Landfrauenverein Nierswalde
- Nierswalder Chor
- Nierswalder Frauenhilfe
- Nierswalder Senioren
- Ortsbauernschaft Nierswalde
- Schachverein Nierswalde
- Schützenverein Nierswalde
- Singkreis Nierswalde
- Tanzgruppe Nierswalde
- VFL 1952 Nierswalde
- Volkssternwarte Goch/Kleve e.V[3]

## Sehenswürdigkeiten
- Dorfplatz mit Dorfteich, Heimatbrunnen, Sonnenuhr und Kirche sowie einer Boule-Bahn.
- Naherholungsgebiet Klever Reichswald, mit rund 5000 Hektar Waldfläche der größte zusammenhängende öffentliche Staatsforst in Nordrhein-Westfalen.

## Persönlichkeiten
- Hiltrud Leenders (1955–2018), Übersetzerin und Schriftstellerin, in Nierswalde geboren